# Iosif Betsa
Yozhef Yozhefovich Betsa (en russe, Иосиф Иосифович Беца, en ukrainien, Йожеф Йожефович Беца), né le 6 novembre 1929 à Moukatcheve et décédé le 24 février 2011 toujours à Moukatcheve, est un joueur puis entraîneur de football soviétique.

## Palmarès
CSKA Moscou
- Vainqueur de la Coupe d'Union soviétique en 1955.

 Union soviétique
- Champion olympique en 1956.